# Бодфиш (Калифорнија)
Бодфиш (енгл. Bodfish) насељено је место без административног статуса у америчкој савезној држави Калифорнија.

## Демографија
По попису из 2010. године број становника је 1.956, што је 133 (7,3%) становника више него 2000. године.
| Група             | 2000.         | 2010.         |
| Белци             | 1.607 (88,2%) | 1.643 (84,0%) |
| Афроамериканци    | 3 (0,2%)      | 4 (0,2%)      |
| Азијати           | 11 (0,6%)     | 13 (0,7%)     |
| Хиспаноамериканци | 99 (5,4%)     | 189 (9,7%)    |
| Укупно            | 1.823         | 1.956         |